# Javohir Sindarov
Javohir Sindarov (kyrillisch Жавоҳир Синдаров; russisch Жавохир Синдаров Schawochir Sindarow; * 8. Dezember 2005 in Taschkent) ist ein usbekischer Schachspieler. Er erwarb den Titel des Großmeisters im Oktober 2018 im Alter von 12 Jahren, 10 Monaten und 5 Tagen.

## Schachkarriere
Er begann mit 4 Jahren Schach zu spielen. Er gewann in den Jahren 2012 (Blitzschach), 2014 und 2015 die Asienmeisterschaften unter Schülern. Im Jahr 2014 wurde er auch Schnellschach-Weltmeister in der Altersklasse bis 9 Jahre.
Im Jahr 2016 trat Sindarov erfolgreich bei den Czech Open in Pardubice auf. In neun Partien erzielte er bei zwei Siegen und sieben Unentschieden fünfeinhalb Punkte. Etwas weniger erfolgreich war Sindarov beim Heimturnier der Tashkent Open im Frühjahr 2017: sechs Siege und drei Niederlagen in neun Partien.
Sindarov wurde im Oktober 2017 der Titel eines Internationalen Meisters verliehen. Seine erste Großmeisternorm (GM) erreichte er beim Alekhine Memorial im Juni 2018. Der zweite Schritt zum begehrten Titel gelang Sindarov im September während der Junioren-Schachweltmeisterschaft 2018. Er erreichte den zweiten Platz und verbesserte dabei seine Wertung auf 2500. Im Oktober 2018 erzielte er beim First Saturday seine dritte GM-Norm und wurde damit zum zweitjüngsten Großmeister der Geschichte. Der Titel wurde im März 2019 von der FIDE verliehen.
Sindarov spielte mit der Nationalmannschaft seines Heimatlandes bei der Schacholympiade 2022, bei der die usbekische Auswahl die Goldmedaille gewann.
Er qualifizierte sich für den Schach-Weltpokal 2021. Auf Setzlistenplatz 121 sorgte er für eine große Überraschung, als er in der zweiten Runde Alireza Firouzja im Tie-Break besiegte und es bis unter die letzten 32 schaffte, bevor er in der vierten Runde von Kacper Piorun ausgeschaltet wurde. Beim Schach-Weltpokal 2023 überraschte Sindarov erneut und besiegte den Setzlistenzehnten Maxime Vachier-Lagrave in der dritten Runde, bevor er in der vierten Runde gegen Erigaisi Arjun ausschied.